# Витичо (Ливорно)
Витичо је насеље у Италији у округу Ливорно, региону Тоскана.
Према процени из 2011. у насељу је живело 36 становника. Насеље се налази на надморској висини од 26 м.